# Гайва (микрорайон Перми)
Га́йва — микрорайон (внутригородской посёлок) в Орджоникидзевском районе города Перми Пермского края России.

## География
Находится на правом берегу Камы в районе устья реки Гайва, с юга и запада ограничен лесными массивами и подъездным путями к заводу «Камкабель», с севера — Гремячим логом, за которым располагается жилой городок Пермского военного института войск национальной гвардии, с востока — охранной зоной КамГЭС и подъездными путями железнодорожной станции Кабельная.

## История
Впервые поселение в устье реки Гайва упоминается в 1623—1624 годах. В деревне (тоже Гайва) тогда проживало 5 человек в 2 дворах. В начале 1930-х годов здесь (уже деревня Усть-Гайва) отмечалось 13 дворов и 68 жителей. В 1934 году начал действовать Лесозавод и началось строительство КамГЭС. Однако в 1937 году строительство гидроэлектростанции было прекращено ввиду необходимости дополнительных изысканий и корректировки проекта. Строительство было возобновлено только в 1948 году.
В период бурного строительства объектов гидроэлектростанции и поселка на его территории были размещены несколько зон для заключенных (всего около 20 тысяч человек), привезенных сюда для участия в строительных работах.
В 1954 году было открыто сквозное движение по автодорожному мосту через КамГЭС. В 1956 году началось строительство завода «Камкабель», в 1962 было закончено строительство железнодорожной линии Пермь-Сортировочная — Лёвшино со станцией Кабельная, куда подходили подъездные пути от завода «Камкабель». Наличие таких мощных в промышленном отношении предприятий как КамГЭС и «Камкабель» позволило обеспечить микрорайону устойчивое развитие на долгие годы. В 1981 году к северу от микрорайона разместили учебное заведение Министерства внутренних дел (долгое время назывался Пермский военный институт Внутренних войск МВД РФ), ныне Пермский военный институт войск национальной гвардии.

## Промышленность
- КамГЭС
- Камкабель
- Пермский завод высоковольтных электроизоляторов «ЭЛИЗ»[4]
- Пермская ТЭЦ-13
- завод «Уралгидросталь»[5]
- мебельная фабрика Эстель (на правом берегу Гайвы)[значимость факта?]
- Завод нефтегазовой аппаратуры "Анодъ"

## Образование
- Пермский военный институт войск национальной гвардии[6]
- Пермский машиностроительный колледж
- Гимназия № 3

- Школы № 16 (вечерняя), 24, 37, 101

## Достопримечательности
Комплекс сооружений КамГЭС, парк им. Чехова, Дворец культуры им. Чехова.

## Транспорт
Микрорайон связан с другими микрорайонами города 6 автобусными маршрутами:
- 18 Пермский военный институт — пл. Дружбы
- 22 Пермский военный институт — м-н Васильевка
- 44 Деревня Нижняя Мостовая — м-н Камский
- 49 М-н Заозерье — Станция Пермь-2
- 53 10-й Микрорайон — Центральный рынок
- 73 М-н Заозерье — м-н Январский

Также через Гайву проходят автобусы пригородного сообщения:
- 103 Автовокзал Пермь — Шемети
- 237 Станция Молодёжная — Кооператив Алёшиха
- 340 Автовокзал Пермь — Хохловка
- 405 Автовокзал Пермь — Кооператив Алёшиха
- 702 Автовокзал Пермь — Ильинский
- 773 Автовокзал Пермь — Чёрмоз